# Myosite à inclusions
La myosite à inclusions est l'une des formes de myopathies acquises et inflammatoires (idiopathiques). C'est une maladie rare dégénérative, affectant les muscles squelettiques, qui n'a pas d'effet sur la durée de vie, mais dont l'évolution est handicapante. Il n'existe pas de traitement connu. 
Jusqu'en 2017, on distinguait trois grands groupes de myosites, les deux autres étant la dermatomyosite et la polymyosite. Depuis 2018,une nouvelle classification en quatre types a été proposée par l'Inserm : myosite à inclusions, dermatomyosite, myopathie nécrosante auto-immune, syndrome des anti-synthétases (les polymyosites ne constituant plus un type de myosite en tant que tel). 

## Description de la maladie
Elle débute à l'âge adulte, presque toujours après 50 ans, par une faiblesse lentement progressive et asymétrique des muscles de la jambe et de l'avant-bras : quadriceps ou fléchisseurs des doigts. Elle touche aussi d'autres muscles proximaux (dont les ceintures scapulaire et pelvienne) et axiaux, ce qui se traduit par une camptocormie (dos courbé) et des troubles de la déglutition,.    
Après une phase de progression, d'autres muscles distaux sont atteints (fléchisseurs du coude, de la hanche, du genou ou du cou, et dorsifléchisseurs de la cheville); le muscle tibial antérieur et les muscles palmaires sont aussi atteints, ce qui se manifeste notamment par des troubles de la marche et des pieds ballants.   
La chaise roulante finit par devenir nécessaire, généralement une quinzaine d'années après le début de la maladie.  

## Traitement
Il n'existe pas en 2021 de traitement connu,,. Au contraire, la corticoïdothérapie qui avait pu être utilisée un temps a montré des effets délétères. 

## Diagnostic
La tableau clinique est très évocateur, et notamment l'atteinte asymétrique des quadriceps, tibial, fléchisseurs des doigts et muscles palmaires. Le diagnostic peut être confirmé par des analyses biologiques (élévation du taux sérique des CPK), mais les résultats des biopsies sont sans appel lorsqu'elles présentent des infiltrats inflammatoires (la myosite) et des images de myodégénérescence (les inclusions, vacuoles avec dépôts amyloïdes proches de ceux rencontrés dans la maladie d'Alzheimer).

## Sources
- (en) « Nonaka Myopathy; NM », sur Online Mendelian Inheritance in Man OMIM, Johns Hopkins University, Baltimore, MD ; numéro OMIM : 605820.
- (en) Michael Sinnreich et George Karpati, « https://medlineplus.gov/genetics/condition/inclusion-body-myopathy-2/ », sur MedlinePlus, Seattle, University of Washington, 1997-2005.